# توشيكي ماسودا
توشيكي ماسودا (増田俊樹 ماسودا توشيكي) هو ممثل ياباني ولد في 8 مارس 1990 في محافظة هيروشيما.

## أدواره في الأنمي

### مسلسلات أنمي تلفزيونية
- ساموراي فلامنكو - ماسايوشي هازاما
- نادي ثانوية الوسيمين للدفاع عن الأرض LOVE! - ريو زاو
- نادي ثانوية الوسيمين للدفاع عن الأرض LOVE!LOVE! - ريو زاو
- يوغي ZEXAL - شارك/ريجينالد كاسل، ناش
- هايكيو!! - تشيكارا إنّوشيتا
- هايكيو!! الموسم الثاني - تشيكارا إنّوشيتا
- هايكيو!! ثانوية كاراسونو في مواجهة أكاديمية شيراتوريزاوا - تشيكارا إنّوشيتا
- كرة سلة كوروكو - كوتارو هاياما
- يامادا-كن و الساحرات السبع - تورانوسكي ميامورا
- أكاديميتي للأبطال - إيجيرو كيريشيما
- إندرايد - إميليو
- توكين رانبو: هانامارو - كاشو كيوميتسو
- توكين رانبو: هانامارو: الموسم الثاني - كاشو كيوميتسو
- كاتسوغيكي: توكين رانبو - كاشو كيوميتسو
- كابانيري الحصن الحديدي - كوروسو
- بوبتيبيبيك - بوبوكو (غناء ذكر; الصوت الثاني)
- دارلينغ إن ذا فرانكس - 9'β
- سومو هينومارو - أكيهيرا كانو
- ون بنتش مان - تشارانكو
- غيت: قوات الدفاع الذاتي تقاتل في أرض أخرى - تيتسويا نيشينا

### أنمي الإنترنت
- وجبة الغداء في منزل إميا - مينوري ميتسوزوري

### أفلام أنمي
- كابانيري الحصن الحديدي: معركة أوناتو - كوروسو
- أكاديميتي للأبطال ذا موفي: البطلين - إيجيرو كيريشيما
- كرة سلة كوروكو LAST GAME - كوتارو هاياما

## أدواره في ألعاب الفيديو
- نادي ثانوية الوسيمين للدفاع عن الأرض LOVE!GAME! - ريو زاو
- أكاديميتي للأبطال: باتل فور أول - إيجيرو كيريشيما
- ماي هيرو ونز جاستيس - إيجيرو كيريشيما
- هايكيو!! رابط! طلة القمة!! - تشيكارا إنّوشيتا
- هايكيو!! كروس تيم ماتش! - تشيكارا إنّوشيتا
- كرة سلة كوروكو: روابط المستقبل - كوتارو هاياما
- هانادول: انثوس - هاروتا كيوسي

## أدواره في الدبلجة اليابانية
- هانيبال - سي جاي لينكولن
- عائلة ثندرمان - ماكس ثندرمان
- حلقة بلينج - مارك

## وصلات خارجية
- توشيكي ماسودا على موقع IMDb (الإنجليزية)
- توشيكي ماسودا على موقع ميوزك برينز (الإنجليزية)
- توشيكي ماسودا على موقع ميوزك برينز (الإنجليزية)
- توشيكي ماسودا على موقع قاعدة بيانات الفيلم (الإنجليزية)
- توشيكي ماسودا على موقع ANN person (الإنجليزية)